# California Dreams Tour
 California Dreams Tour là tour diễn thứ hai bởi ca sĩ người Mỹ Katy Perry để quảng bá cho album phòng thu thứ ba của cô Teenage Dream. Chuyến lưu diễn đã diễn ra 127 chương trình bắt đầu từ ngày 20 tháng 2 năm 2011 tại Lisbon, Bồ Đào Nha và kết thúc vào ngày 22 tháng 1 năm 2012 tại Pasay, Philippines. Nó đã đi qua Châu Âu, Châu Đại Dương, Châu Á và Châu Mỹ. Chuyến lưu diễn này là một thành công lớn về số lượng vé bán ra và xếp thứ 16 trong "25 chuyến lưu diễn toàn cầu hàng đầu năm 2011" của Pollstar, kiếm được hơn 59,5 triệu đô la. Vào cuối năm 2011, Billboard đã xếp hạng tour diễn này ở vị trí thứ 13 trong "25 chuyến tham quan hàng đầu" hàng năm, kiếm được gần 48,9 triệu đô la. Nó đã giành được một giải thưởng cho Chuyến lưu diễn được yêu thích nhất tại People's Choice Awards lần thứ 38.

## Đón nhận

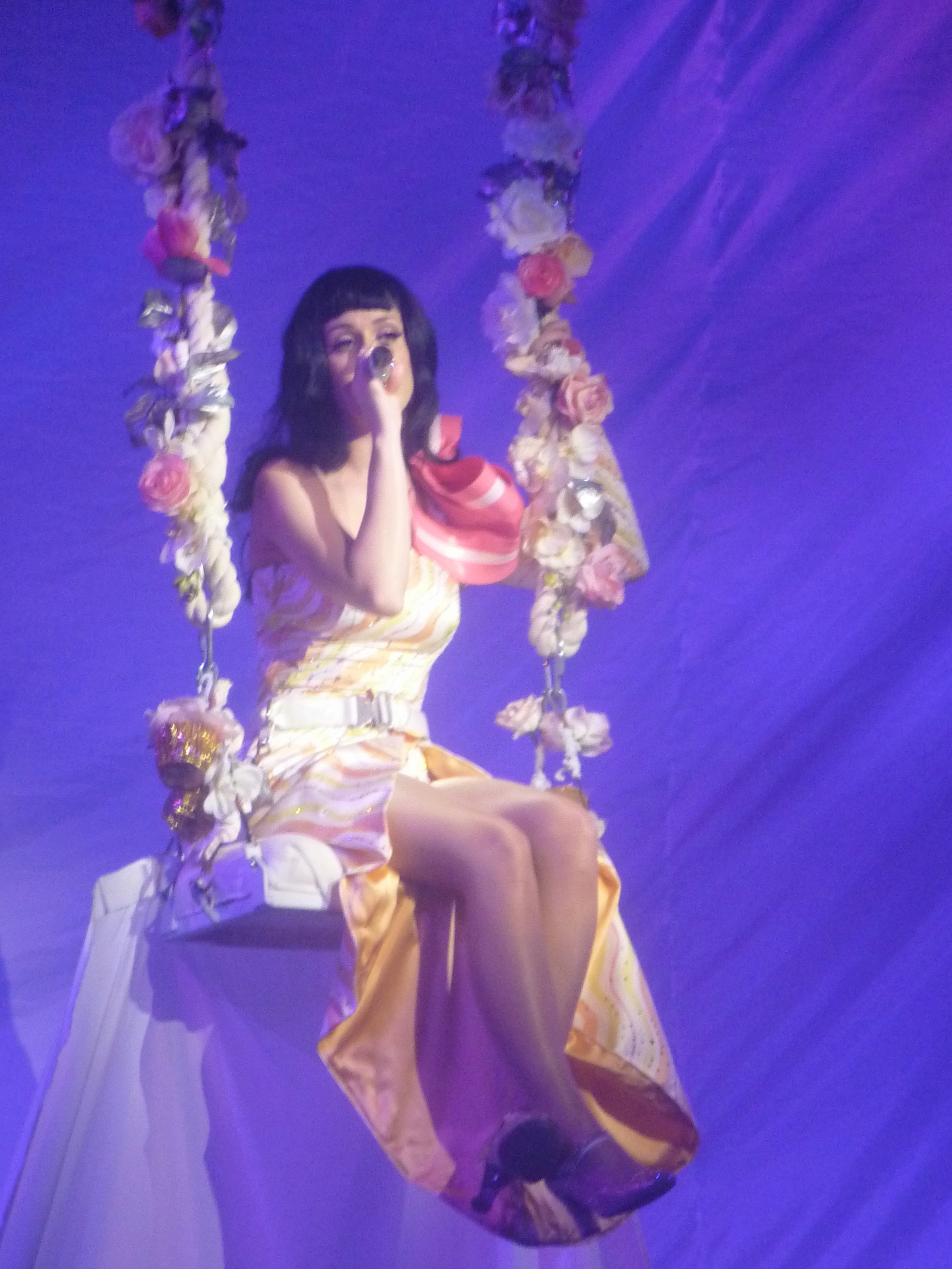
Perry tại Zénith de Paris

### Giải thưởng
| Year | Award                                                          | Result    |
| ---- | -------------------------------------------------------------- | --------- |
| 2011 | Billboard Touring Awards for Top Tour                          | Top 13    |
| 2011 | Pollstar for Top 25 Worldwide Tours                            | Top 16    |
| 2011 | Capricho Awards for Melhor Show                                | Đề cử     |
| 2011 | MTV Europe Music Awards for Best Live Act                      | Đoạt giải |
| 2011 | Teen Choice Awards for Choice Music: Tour                      | Đoạt giải |
| 2012 | People's Choice Awards for Favorite Tour Headliner             | Đoạt giải |
| 2012 | Parnelli Awards for Lighting Designer of the Year (Baz Halpin) | Đoạt giải |
| 2012 | Parnelli Awards for Pyro Company of the Year (Strictly FX)     | Đoạt giải |

## Danh sách trình diễn
Danh sách này được thiết lập từ chương trình vào ngày 15 tháng 6 năm 2011 tại Columbia. Nó không đại diện cho tất cả các buổi trình diễn.
1. "Teenage Dream"
2. "Hummingbird Heartbeat"
3. "Waking Up in Vegas"
4. "Ur So Gay"
5. "Peacock"
6. "I Kissed a Girl"
7. "Circle the Drain"
8. "E.T."
9. "Who Am I Living For?"
10. "Pearl"
11. "Not Like the Movies"
12. "Only Girl (In the World)" / "Big Pimpin'" / "Friday" / "Whip My Hair"
13. "Thinking of You"
14. "Hot n Cold"
15. "Last Friday Night (T.G.I.F.)"
16. "I Wanna Dance with Somebody (Who Loves Me)"
17. "Firework"

Encore:
1. "California Gurls"

## Ngày
| Ngày                     | Thành phố           | Quốc gia          | Địa điểm                               | Nghệ sĩ mở màn                         | Khán giả                       | Doanh thu         |
| Chặng 1 — Châu Âu        | Chặng 1 — Châu Âu   | Chặng 1 — Châu Âu | Chặng 1 — Châu Âu                      | Chặng 1 — Châu Âu                      | Chặng 1 — Châu Âu              | Chặng 1 — Châu Âu |
| ------------------------ | ------------------- | ----------------- | -------------------------------------- | -------------------------------------- | ------------------------------ | ----------------- |
| 20 tháng 2 năm 2011      | Lisboa              | Bồ Đào Nha        | Campo Pequeno                          | DJ Skeet Skeet                         | 6.162 / 6.271                  | $283.541          |
| 23 tháng 2 năm 2011      | Milano              | Ý                 | Mediolanum Forum                       | DJ Skeet Skeet                         | 11.218 / 11.218                | $458.765          |
| 25 tháng 2 năm 2011      | Zürich              | Thụy Sĩ           | Hallenstadion                          | DJ Skeet Skeet                         | 5.111 / 5.111                  | $343.709          |
| 26 tháng 2 năm 2011      | München             | Đức               | Zenith Munich                          | DJ Skeet Skeet                         | 5.883 / 5.883                  | $227.176          |
| 27 tháng 2 năm 2011      | Viên                | Áo                | Wiener Stadthalle                      | DJ Skeet Skeet                         | 12.332 / 12.570                | $700.273          |
| 4 tháng 3 năm 2011       | Berlin              | Đức               | Hội trường Max Schmeling               | DJ Skeet Skeet                         | 7.443 / 8.950                  | $331.308          |
| 6 tháng 3 năm 2011       | Frankfurt am Main   | Đức               | Jahrhunderthalle                       | DJ Skeet Skeet                         | 4.800 / 4.800                  | $201.365          |
| 7 tháng 3 năm 2011       | Paris               | Pháp              | Zénith de Paris                        | DJ Skeet Skeet                         | 12.149 / 12.149                | $767.981          |
| 8 tháng 3 năm 2011       | Paris               | Pháp              | Zénith de Paris                        | DJ Skeet Skeet                         | 12.149 / 12.149                | $767.981          |
| 10 tháng 3 năm 2011      | Bruxelles           | Bỉ                | Forest National                        | DJ Skeet Skeet                         | 8.000 / 8.000                  | $378.028          |
| 11 tháng 3 năm 2011      | Köln                | Đức               | Palladium Köln                         | DJ Skeet Skeet                         | 4.008 / 4.008                  | $177.640          |
| 14 tháng 3 năm 2011      | Hamburg             | Đức               | Alsterdorfer Sporthalle                | DJ Skeet Skeet                         | 6.916 / 6.916                  | $269.295          |
| 15 tháng 3 năm 2011      | Amsterdam           | Hà Lan            | Hội trường âm nhạc Heineken            | DJ Skeet Skeet                         | 5.462 / 5.607                  | $259.120          |
| 17 tháng 3 năm 2011      | Luân Đôn            | Anh               | Eventim Apollo                         | DJ Skeet Skeet                         | 14.777 / 14.777                | $593.333          |
| 18 tháng 3 năm 2011      | Luân Đôn            | Anh               | Eventim Apollo                         | DJ Skeet Skeet                         | 14.777 / 14.777                | $593.333          |
| 19 tháng 3 năm 2011      | Luân Đôn            | Anh               | Eventim Apollo                         | DJ Skeet Skeet                         | 14.777 / 14.777                | $593.333          |
| 21 tháng 3 năm 2011      | Manchester          | Anh               | O2 Apollo Manchester                   | DJ Skeet Skeet                         | 7.057 / 7.221                  | $258.929          |
| 22 tháng 3 năm 2011      | Manchester          | Anh               | O2 Apollo Manchester                   | DJ Skeet Skeet                         | 7.057 / 7.221                  | $258.929          |
| 27 tháng 3 năm 2011      | Liverpool           | Anh               | Echo Arena Liverpool                   | DJ Skeet Skeet                         | 11.052 / 11.052                | $398.646          |
| 28 tháng 3 năm 2011      | Dublin              | Ireland           | O2 Dublin                              | DJ Skeet Skeet                         | 9.122 / 9.122                  | $413.390          |
| 30 tháng 3 năm 2011      | Nottingham          | Anh               | Motorpoint Arena Nottingham            | DJ Skeet Skeet                         | 9.095 / 9.095                  | $327.291          |
| 31 tháng 3 năm 2011      | Bournemouth         | Anh               | Hội trường Windsor                     | DJ Skeet Skeet                         | 6.211 / 6.306                  | $223.635          |
| 1 tháng 4 năm 2011       | Cardiff             | Wales             | Motorpoint Arena Cardiff               | DJ Skeet Skeet                         | 7.530 / 7.530                  | $272.067          |
| 3 tháng 4 năm 2011       | Newcastle           | Anh               | Metro Radio Arena                      | DJ Skeet Skeet                         | 11.304 / 11.304                | $412.296          |
| 4 tháng 4 năm 2011       | Birmingham          | Anh               | Genting Arena                          | DJ Skeet Skeet                         | 14.999 / 14.999                | $543.572          |
| 5 tháng 4 năm 2011       | Glasgow             | Scotland          | Hội trường 4 Trung tâm SEC             | DJ Skeet Skeet                         | 5.460 / 5.460                  | $198.206          |
| 9 tháng 4 năm 2011       | Luân Đôn            | Anh               | Wembley Arena                          | DJ Skeet Skeet                         | 11.251 / 11.507                | $466.903          |
| Chặng 2 — Châu Đại Dương |                     |                   |                                        |                                        |                                |                   |
| 28 tháng 4 năm 2011      | Melbourne           | Úc                | Rod Laver Arena                        | Zowie                                  | 24.649 / 24.649                | $2.228.150        |
| 29 tháng 4 năm 2011      | Melbourne           | Úc                | Rod Laver Arena                        | Zowie                                  | 24.649 / 24.649                | $2.228.150        |
| 2 tháng 5 năm 2011       | Adelaide            | Úc                | Trung tâm giải trí Adelaide            | Zowie                                  | 8.805 / 9.426                  | $803.497          |
| 4 tháng 5 năm 2011       | Sydney              | Úc                | Trung tâm giải trí Sydney              | Zowie                                  | 22.834 / 24.146                | $2.031.140        |
| 5 tháng 5 năm 2011       | Brisbane            | Úc                | Trung tâm giải trí Brisbane            | Zowie                                  | 23.910 / 27.144                | $2.107.890        |
| 7 tháng 5 năm 2011       | Auckland            | New Zealand       | Vector Arena                           | Zowie                                  | 22.905 / 23.938                | $1.435.140        |
| 8 tháng 5 năm 2011       | Auckland            | New Zealand       | Vector Arena                           | Zowie                                  | 22.905 / 23.938                | $1.435.140        |
| 10 tháng 5 năm 2011      | Wellington          | New Zealand       | TSB Bank Arena                         | Zowie                                  | 5.726 / 5.830                  | $381.959          |
| 13 tháng 5 năm 2011      | Newcastle           | Úc                | Trung tâm giải trí Newcastle           | Zowie DJ Skeet Skeet                   | 7.043 / 7.407                  | $706.342          |
| 14 tháng 5 năm 2011      | Sydney              | Úc                | Trung tâm giải trí Sydney              | Zowie                                  | [ e ]                          | [ e ]             |
| 15 tháng 5 năm 2011      | Brisbane            | Úc                | Trung tâm giải trí Brisbane            | Zowie                                  | [ f ]                          | [ f ]             |
| Chặng 3 — Châu Á         |                     |                   |                                        |                                        |                                |                   |
| 22 tháng 5 năm 2011      | Nagoya              | Nhật Bản          | Zepp Nagoya                            | —                                      | —                              | —                 |
| 23 tháng 5 năm 2011      | Tokyo               | Nhật Bản          | Studio Coast                           | —                                      | —                              | —                 |
| 24 tháng 5 năm 2011      | Tokyo               | Nhật Bản          | Studio Coast                           | —                                      | —                              | —                 |
| 26 tháng 5 năm 2011      | Osaka               | Nhật Bản          | Zepp Osaka                             | —                                      | —                              | —                 |
| Chặng 4 — Bắc Mỹ         |                     |                   |                                        |                                        |                                |                   |
| 7 tháng 6 năm 2011       | Duluth              | Hoa Kỳ            | The Arena tại Trung tâm Gwinnett       | Robyn DJ Skeet Skeet                   | 10.341 / 10.341                | $460.845          |
| 9 tháng 6 năm 2011       | Orlando             | Hoa Kỳ            | UCF Arena                              | Robyn DJ Skeet Skeet                   | 7.792 / 7.792                  | $350.640          |
| 10 tháng 6 năm 2011      | Tampa               | Hoa Kỳ            | St. Pete Times Forum                   | Robyn                                  | 10.558 / 10.558                | $441.652          |
| 11 tháng 6 năm 2011      | Sunrise             | Hoa Kỳ            | Trung tâm BankAtlantic                 | Robyn                                  | 12.014 / 12.014                | $488.685          |
| 14 tháng 6 năm 2011      | Raleigh             | Hoa Kỳ            | Trung tâm RBC                          | Robyn DJ Skeet Skeet                   | 10.352 / 10.352                | $429.952          |
| 15 tháng 6 năm 2011      | Columbia            | Hoa Kỳ            | Merriweather Post Pavilion             | Robyn DJ Skeet Skeet                   | 17.553 / 18.000                | $538.879          |
| 17 tháng 6 năm 2011      | Uniondale           | Hoa Kỳ            | Đấu trường Nassau                      | Robyn DJ Skeet Skeet                   | 12.358 / 12.615                | $580.647          |
| 18 tháng 6 năm 2011      | Boston              | Hoa Kỳ            | TD Garden                              | Robyn DJ Skeet Skeet                   | 12.589 / 12.589                | $577.977          |
| 19 tháng 6 năm 2011      | Newark              | Hoa Kỳ            | Trung tâm Prudential                   | Robyn DJ Skeet Skeet                   | 13.321 / 13.321                | $580.198          |
| 23 tháng 6 năm 2011      | Pittsburgh          | Hoa Kỳ            | Trung tâm tổ chức sự kiện Petersen     | Marina and the Diamonds DJ Skeet Skeet | 8.610 / 8.610                  | $387.450          |
| 24 tháng 6 năm 2011      | Philadelphia        | Hoa Kỳ            | Trung tâm Wells Fargo                  | Marina and the Diamonds DJ Skeet Skeet | 14.931 / 14.931                | $631.978          |
| 25 tháng 6 năm 2011      | Uncasville          | Hoa Kỳ            | Mohegan Sun Arena                      | Marina and the Diamonds DJ Skeet Skeet | 5.323 / 5.323                  | $239.535          |
| 28 tháng 6 năm 2011      | Auburn Hills        | Hoa Kỳ            | The Palace of Auburn Hills             | Marina and the Diamonds DJ Skeet Skeet | 14.144 / 14.144                | $559.870          |
| 29 tháng 6 năm 2011      | Toronto             | Canada            | Trung tâm Air Canada                   | Marina and the Diamonds DJ Skeet Skeet | 28.794 / 28.794                | $1.260.890        |
| 30 tháng 6 năm 2011      | Toronto             | Canada            | Trung tâm Air Canada                   | Marina and the Diamonds DJ Skeet Skeet | 28.794 / 28.794                | $1.260.890        |
| 2 tháng 7 năm 2011       | Montréal            | Canada            | Trung tâm Bell                         | Marina and the Diamonds DJ Skeet Skeet | 12.906 / 12.906                | $607.562          |
| 3 tháng 7 năm 2011       | Ottawa              | Canada            | Scotiabank Place                       | Marina and the Diamonds DJ Skeet Skeet | 13.426 / 13.596                | $620.394          |
| 5 tháng 7 năm 2011       | Cleveland           | Hoa Kỳ            | Quicken Loans Arena                    | Marina and the Diamonds DJ Skeet Skeet | 11.602 / 11.836                | $413.850          |
| 7 tháng 7 năm 2011       | Milwaukee           | Hoa Kỳ            | Marcus Amphitheater                    | Marina and the Diamonds DJ Skeet Skeet | 20.417 / 20.764                | $596.935          |
| 13 tháng 7 năm 2011      | Regina              | Canada            | Trung tâm Brandt                       | Janelle Monáe DJ Skeet Skeet           | 6.296 / 6.466                  | $306.020          |
| 14 tháng 7 năm 2011      | Winnipeg            | Canada            | Trung tâm MTS                          | Janelle Monáe DJ Skeet Skeet           | 11.405 / 11.695                | $542.272          |
| 16 tháng 7 năm 2011      | Calgary             | Canada            | Scotiabank Saddledome                  | Janelle Monáe DJ Skeet Skeet           | 12.357 / 12.727                | $719.219          |
| 17 tháng 7 năm 2011      | Edmonton            | Canada            | Rexall Place                           | Janelle Monáe DJ Skeet Skeet           | 13.701 / 13.750                | $600.540          |
| 19 tháng 7 năm 2011      | Vancouver           | Canada            | Rogers Arena                           | Janelle Monáe DJ Skeet Skeet           | 13.359 / 13.906                | $670.037          |
| 20 tháng 7 năm 2011      | Seattle             | Hoa Kỳ            | KeyArena                               | Robyn DJ Skeet Skeet                   | 12.294 / 12.609                | $437.120          |
| 22 tháng 7 năm 2011      | Portland            | Hoa Kỳ            | Rose Garden                            | Robyn DJ Skeet Skeet                   | 10.259 / 11.059                | $392.854          |
| 23 tháng 7 năm 2011      | Boise               | Hoa Kỳ            | Taco Bell Arena                        | Robyn DJ Skeet Skeet                   | 7.747 / 7.995                  | $310.440          |
| 25 tháng 7 năm 2011      | Thành phố Salt Lake | Hoa Kỳ            | EnergySolutions Arena                  | Robyn DJ Skeet Skeet                   | 11.745 / 12.080                | $432.840          |
| 26 tháng 7 năm 2011      | Broomfield          | Hoa Kỳ            | Trung tâm 1stBank                      | Robyn DJ Skeet Skeet                   | 5.608 / 5.868                  | $259.602          |
| 28 tháng 7 năm 2011      | Grand Prairie       | Hoa Kỳ            | Nhà hát Verizon tại Grand Prairie      | Robyn DJ Skeet Skeet                   | 6.431 / 6.431                  | $289.395          |
| 29 tháng 7 năm 2011      | Houston             | Hoa Kỳ            | Trung tâm Toyota                       | Robyn DJ Skeet Skeet                   | 12.235 / 12.235                | $511.777          |
| 30 tháng 7 năm 2011      | Austin              | Hoa Kỳ            | Trung tâm Frank Erwin                  | Robyn DJ Skeet Skeet                   | 8.429 / 8.429                  | $379.305          |
| 3 tháng 8 năm 2011       | Phoenix             | Hoa Kỳ            | Nhà hát Comerica                       | Robyn DJ Skeet Skeet                   | 4.741 / 4.925                  | $186.145          |
| 5 tháng 8 năm 2011       | Los Angeles         | Hoa Kỳ            | Nhà hát Nokia L.A. Live                | Robyn DJ Skeet Skeet                   | 20.769 / 20.769                | $745.534          |
| 6 tháng 8 năm 2011       | Los Angeles         | Hoa Kỳ            | Nhà hát Nokia L.A. Live                | Robyn DJ Skeet Skeet                   | 20.769 / 20.769                | $745.534          |
| 7 tháng 8 năm 2011       | Los Angeles         | Hoa Kỳ            | Nhà hát Nokia L.A. Live                | Robyn DJ Skeet Skeet                   | 20.769 / 20.769                | $745.534          |
| 9 tháng 8 năm 2011       | San Diego           | Hoa Kỳ            | Trung tâm Valley View Casino           | Oh Land DJ Skeet Skeet                 | 10.306 / 10.306                | $431.760          |
| 12 tháng 8 năm 2011      | San Jose            | Hoa Kỳ            | HP Pavilion                            | Oh Land DJ Skeet Skeet                 | 12.373 / 12.660                | $500.445          |
| 13 tháng 8 năm 2011      | Santa Barbara       | Hoa Kỳ            | Santa Barbara Bowl                     | Oh Land                                | 9.698 / 9.698                  | $382.012          |
| 14 tháng 8 năm 2011      | Santa Barbara       | Hoa Kỳ            | Santa Barbara Bowl                     | Oh Land                                | 9.698 / 9.698                  | $382.012          |
| 17 tháng 8 năm 2011      | Kansas City         | Hoa Kỳ            | Trung tâm Sprint                       | Janelle Monáe                          | 12.995 / 12.995                | $469.625          |
| 19 tháng 8 năm 2011      | Nashville           | Hoa Kỳ            | Bridgestone Arena                      | Janelle Monáe DJ Skeet Skeet           | 12.122 / 12.122                | $500.567          |
| 20 tháng 8 năm 2011      | St. Louis           | Hoa Kỳ            | Trung tâm Scottrade                    | Janelle Monáe DJ Skeet Skeet           | 12.005 / 12.005                | $497.910          |
| 21 tháng 8 năm 2011      | Rosemont            | Hoa Kỳ            | Allstate Arena                         | Natalia Kills                          | 13.617 / 13.617                | $482.205          |
| 23 tháng 8 năm 2011      | St. Paul            | Hoa Kỳ            | Trung tâm Xcel Energy                  | Natalia Kills                          | 14.402 / 14.402                | $476.819          |
| 1 tháng 9 năm 2011       | Zapopan             | México            | Khán phòng Telmex                      | Natalia Kills DJ Skeet Skeet           | 8.451 / 8.578                  | $598.316          |
| 3 tháng 9 năm 2011       | Thành phố México    | México            | Cung thể thao                          | Natalia Kills DJ Skeet Skeet           | 16.869 / 16.884                | $707.031          |
| 5 tháng 9 năm 2011       | Monterrey           | México            | Arena Monterrey                        | Natalia Kills DJ Skeet Skeet           | 9.944 / 9.958                  | $633.530          |
| 7 tháng 9 năm 2011       | San Antonio         | Hoa Kỳ            | Trung tâm AT&T                         | Janelle Monáe DJ Skeet Skeet           | 9.733 / 10.165                 | $398.565          |
| 8 tháng 9 năm 2011       | New Orleans         | Hoa Kỳ            | New Orleans Arena                      | Janelle Monáe DJ Skeet Skeet           | 11.496 / 11.496                | $474.350          |
| 10 tháng 9 năm 2011      | Louisville          | Hoa Kỳ            | Trung tâm KFC Yum!                     | Janelle Monáe DJ Skeet Skeet           | 13.555 / 13.555                | $599.319          |
| 13 tháng 9 năm 2011      | Columbus            | Hoa Kỳ            | Nationwide Arena                       | Janelle Monáe DJ Skeet Skeet           | —                              | —                 |
| 14 tháng 9 năm 2011      | Indianapolis        | Hoa Kỳ            | Conseco Fieldhouse                     | Janelle Monáe DJ Skeet Skeet           | 9.693 / 10.360                 | $408.062          |
| 16 tháng 9 năm 2011      | Omaha               | Hoa Kỳ            | Trung tâm CenturyLink Omaha            | Janelle Monáe DJ Skeet Skeet           | 9.967 / 13.440                 | $438.735          |
| 17 tháng 9 năm 2011      | Tulsa               | Hoa Kỳ            | Trung tâm BOK                          | Janelle Monáe DJ Skeet Skeet           | 12.475 / 12.475                | $519.442          |
| Chặng 5 — Nam Mỹ         |                     |                   |                                        |                                        |                                |                   |
| 23 tháng 9 năm 2011      | Rio de Janeiro      | Brasil            | Parque dos Atletas                     | —                                      | —                              | —                 |
| 25 tháng 9 năm 2011      | São Paulo           | Brasil            | Chácara do Jóquei                      | DJ Skeet Skeet                         | 25.784 / 25.784                | $2.705.710        |
| 27 tháng 9 năm 2011      | Buenos Aires        | Argentina         | Sân vận động G.E.B.A.                  | DJ Skeet Skeet                         | —                              | —                 |
| Chặng 6 — Châu Âu        |                     |                   |                                        |                                        |                                |                   |
| 12 tháng 10 năm 2011     | Sheffield           | Anh               | Motorpoint Arena Sheffield             | Oh Land DJ Skeet Skeet                 | 12.650 / 12.650                | $543.527          |
| 14 tháng 10 năm 2011     | Luân Đôn            | Anh               | The O2 Arena                           | Oh Land DJ Skeet Skeet                 | 31.250 / 31.708                | $1.474.670        |
| 15 tháng 10 năm 2011     | Luân Đôn            | Anh               | The O2 Arena                           | Oh Land DJ Skeet Skeet                 | 31.250 / 31.708                | $1.474.670        |
| 18 tháng 10 năm 2011     | Liverpool           | Anh               | Echo Arena Liverpool                   | Oh Land DJ Skeet Skeet                 | —                              | —                 |
| 19 tháng 10 năm 2011     | Cardiff             | Wales             | Motorpoint Arena Cardiff               | Oh Land DJ Skeet Skeet                 | —                              | —                 |
| 24 tháng 10 năm 2011     | Belfast             | Bắc Ireland       | Odyssey Arena                          | Oh Land DJ Skeet Skeet                 | 9.932 / 9.932                  | $493.104          |
| 26 tháng 10 năm 2011     | Birmingham          | Anh               | National Indoor Arena                  | Oh Land DJ Skeet Skeet                 | 13.581 / 13.581                | $597.314          |
| 27 tháng 10 năm 2011     | Newcastle           | Anh               | Metro Radio Arena                      | Oh Land DJ Skeet Skeet                 | —                              | —                 |
| 29 tháng 10 năm 2011     | Aberdeen            | Scotland          | Press & Journal Arena                  | Oh Land DJ Skeet Skeet                 | —                              | —                 |
| 31 tháng 10 năm 2011     | Manchester          | Anh               | Manchester Evening News Arena          | Oh Land DJ Skeet Skeet                 | 15.429 / 15.429                | $679.914          |
| 1 tháng 11 năm 2011      | Glasgow             | Scotland          | Hội trường 4 Trung tâm SEC             | Oh Land DJ Skeet Skeet                 | —                              | —                 |
| 3 tháng 11 năm 2011      | Glasgow             | Scotland          | Hội trường 4 Trung tâm SEC             | Oh Land DJ Skeet Skeet                 | —                              | —                 |
| 4 tháng 11 năm 2011      | Glasgow             | Scotland          | Hội trường 4 Trung tâm SEC             | Oh Land DJ Skeet Skeet                 | —                              | —                 |
| 5 tháng 11 năm 2011      | Nottingham          | Anh               | Capital FM Arena Nottingham            | Oh Land DJ Skeet Skeet                 | —                              | —                 |
| 7 tháng 11 năm 2011      | Dublin              | Ireland           | The O2                                 | Oh Land DJ Skeet Skeet                 | 18.250 / 18.250                | $935.460          |
| 8 tháng 11 năm 2011      | Dublin              | Ireland           | The O2                                 | Oh Land DJ Skeet Skeet                 | 18.250 / 18.250                | $935.460          |
| Chặng 7 — Bắc Mỹ         |                     |                   |                                        |                                        |                                |                   |
| 15 tháng 11 năm 2011     | Hartford            | Hoa Kỳ            | Trung tâm XL                           | Ellie Goulding                         | 9.998 / 10.500                 | $401.772          |
| 16 tháng 11 năm 2011     | Thành phố New York  | Hoa Kỳ            | Madison Square Garden                  | Ellie Goulding                         | —                              | —                 |
| 19 tháng 11 năm 2011     | Las Vegas           | Hoa Kỳ            | Trung tâm tổ chức sự kiện Mandalay Bay | Ellie Goulding                         | —                              | —                 |
| 21 tháng 11 năm 2011     | Oakland             | Hoa Kỳ            | Oracle Arena                           | Ellie Goulding                         | 12.303 / 12.303                | $554.075          |
| 22 tháng 11 năm 2011     | Los Angeles         | Hoa Kỳ            | Trung tâm Staples                      | Ellie Goulding                         | 13.332 / 13.332                | $569.016          |
| 23 tháng 11 năm 2011     | Los Angeles         | Hoa Kỳ            | Trung tâm Staples                      | Ellie Goulding                         | —                              | —                 |
| Chặng 8 — Châu Á         |                     |                   |                                        |                                        |                                |                   |
| 19 tháng 1 năm 2012      | Bogor               | Indonesia         | Khán phòng SICC                        | —                                      | —                              | —                 |
| 22 tháng 1 năm 2012      | Manila              | Philippines       | SM Mall of Asia Concert Grounds        | —                                      | —                              | —                 |
| Tổng cộng                | Tổng cộng           | Tổng cộng         | Tổng cộng                              | Tổng cộng                              | 1.069.921 / 1.090.011 (98,15%) | $52.125.081       |

## Buổi biểu diễn bị hủy
| Ngày                | Thành phố      | Quốc gia | Địa điểm                | Lý do                                |
| ------------------- | -------------- | -------- | ----------------------- | ------------------------------------ |
| 1 tháng 12 năm 2011 | Grand Rapids   | Hoa Kỳ   | Van Andel Arena         | Sự cố bất ngờ và xung đột lịch trình |
| 1 tháng 1 năm 2012  | Corpus Christi | Hoa Kỳ   | Trung tâm American Bank | Sự cố bất ngờ và xung đột lịch trình |